# Geteilte Zuständigkeit (Europäische Union)
Geteilte Zuständigkeit bedeutet im Recht der Europäischen Union eine der Union in den Verträgen für einen bestimmten Bereich nach dem Prinzip der begrenzten Einzelermächtigung übertragene, aber mit den Mitgliedstaaten geteilte Kompetenz, gesetzgeberisch tätig zu werden und verbindliche Rechtsakte zu erlassen (Art. 2 Abs. 2 Satz 1 AEUV). Die Mitgliedstaaten nehmen ihre Zuständigkeit wahr, sofern und soweit die EU ihre Zuständigkeit nicht ausübt bzw. entschieden hat, ihre eigene Zuständigkeit nicht mehr auszuüben (Art. 2 Abs. 2 Satz 2, 3 AEUV).
Die geteilte Zuständigkeit entspricht der konkurrierenden Gesetzgebung im deutschen Grundgesetz.

## Hauptbereiche
Der Umfang der Zuständigkeiten der Union und die Einzelheiten ihrer Ausübung ergeben sich aus den Bestimmungen der Verträge zu den einzelnen Bereichen (Art. 2 Abs. 6 AEUV). Die geteilte Zuständigkeit ist die Regel.
Nach Art. 4 Abs. 2 AEUV erstreckt such die von der Union mit den Mitgliedstaaten geteilte Zuständigkeit sich auf die folgenden Hauptbereiche:
- Europäischer Binnenmarkt (Art. 26, Art. 27 AEUV),
- Sozialpolitik hinsichtlich der im Vertrag über die Arbeitsweise der Europäischen Union genannten Aspekte (Art. 151 bis Art. 161 AEUV),
- wirtschaftlicher, sozialer und territorialer Zusammenhalt (Art. 174 bis Art. 178 AEUV),
- Landwirtschaft und Fischerei, ausgenommen die Erhaltung der biologischen Meeresschätze (Art. 38 bis Art. 44 AEUV); diese ist eine Angelegenheit der ausschließlichen Zuständigkeit (Art. 3 Abs. 1 lit. d AEUV),
- Umwelt (Art. 191 bis Art. 193 AEUV),
- Verbraucherschutz (Art. 169 AEUV),
- Verkehr (Art. 90 bis Art. 100 AEUV),
- transeuropäische Netze (Art. 170 bis Art. 172 AEUV),
- Energie (Art. 194 AEUV),
- Raum der Freiheit, der Sicherheit und des Rechts (Art. 67 bis Art. 89 AEUV),
- gemeinsame Sicherheitsanliegen im Bereich der öffentlichen Gesundheit hinsichtlich der im Vertrag über die Arbeitsweise der Europäischen Union genannten Aspekte (Art. 168 AEUV).

Die Union hat auch außerhalb dieser Hauptgebiete Zuständigkeiten, etwa zum Erlass von Antidiskriminierungsbestimmungen. Nach Art. 4 Abs. 1 AEUV sind alle Zuständigkeiten der Europäischen Union zur geteilten Zuständigkeit zu zählen, wenn sie nicht ausdrücklich nach Art. 3 AEUV in die ausschließliche Zuständigkeit der Europäischen Union gehören oder sie nach Art. 6 AEUV nur zur Koordinierung befugt ist.

## Regelungsbefugnis der Mitgliedstaaten
Wenn die Union nur einzelne Aspekte eines Hauptbereichs regelt, bleiben die Mitgliedstaaten frei, alle von diesem Sekundärrecht nicht erfassten Fragen autonom zu regeln. Die Reichweite des Sekundärrechts bestimmt also die Freiräume, die die Mitgliedstaaten im Bereich geteilter Zuständigkeit verbleiben. Erlässt die Union z. B. nur Mindestvorschriften, entsteht durch ergänzendes nationales Recht kein Konflikt, so dass die Mitgliedstaaten nicht gesperrt sind, solche Vorschriften zu erlassen.
Auch dort, wo die Union ausschließliche Kompetenzen hat oder wo sie eine geteilte Zuständigkeit wahrgenommen hat, bleiben Umsetzungsmaßnahmen der Mitgliedstaaten möglich, soweit sie unionsrechtlich erforderlich sind. Das gilt insbesondere für Richtlinien, die gem. Art. 288 Abs. 3 AEUV ausdrücklich der Umsetzung in nationales Recht bedürfen.